# Rupēs di Encelado
Segue una lista delle rupēs presenti sulla superficie di Encelado. La nomenclatura di Encelado è regolata dall'Unione Astronomica Internazionale; la lista contiene solo formazioni esogeologiche ufficialmente riconosciute da tale istituzione.
Le rupēs di Encelado portano i nomi di personaggi e luoghi tratti da Le mille e una notte.

## Prospetto
| Rupes         | Eponimo                                                                                          | Latitudine | Longitudine | Diametro  |
| ------------- | ------------------------------------------------------------------------------------------------ | ---------- | ----------- | --------- |
| Samaria Rupes | Samaria - Luogo del racconto Codadad e i suoi fratelli. Precedentemente classificata come fossa. | 26,86° N   | 225,13° W   | 193,35 km |